# أبو الحسن بن الخشاب
أبو الحسن (أبو الفضل) بن الخشاب (توفي 1125) كان قاضي شيعي ورئیس حلب أثناء حكم الأمير السلجوقي رضوان.

## السيرة الذاتية
كانت عائلته، بني الخشاب، من تجار الأخشاب الأثرياء في المدينة. عند وصول الحملة الصليبية الأولى، كان ابن الخشاب من أوائل الذين دعوا إلى الجهاد ضد الصليبيين، وهو مفهوم أصبح أكثر شيوعًا خلال القرن الثاني عشر. كان خطابه شائعًا بين الجماهير، لكن رضوان ومستشاريه الحشاشين لم يكونوا على استعداد لخوض معركة ضد الدول الصليبية المشكلة حديثًا. تعرضت حلب للتهديد المستمر من قبل الصليبيين، وفي النهاية تعرض رضوان للإذلال من قبل تانكرد الأنطاكي، وأجبر على وضع الصلبان على مآذن بعض المساجد في المدينة.
كان ابن الخشاب قد طلب المساعدة من الخليفة العباسي في بغداد، المستظهر، ولكن في كل مرة تم تجاهل طلباته. في عام 1111، سافر إلى بغداد لطلب المساعدة من الخليفة شخصيًا، ثم حرض على أعمال شغب ودمر منبر في المساجد الخاصة للسلطان السلجوقي محمد بن ملكشاه والخليفة العباسي. ردا على ذلك، أمر السلطان محمد مودود، أتابك الموصل، أن يأتي لمساعدة حلب، وعاد ابن الخشاب إلى منزله. لكن رضوان لم يكن يريد أن يتدخل مودود في شؤونه، وسجن ابن الخشاب. لم يستطع مودود ورضوان التعاون وعاد مودود إلى حكمه.
عندما توفي رضوان عام 1113، حكم ابن الخشاب المدينة بدلاً من الأمراء الضعفاء أو الأطفال. ساعد في تخليص المدينة من الحشاشين بالطرد أو الإعدام. عندما هدد الصليبيون المدينة مرة أخرى عام 1119، تفاوض ابن الخشاب على تحالف مع إيلغازي بن أرتق في بلاد ما بين النهرين، وهُزمت إمارة أنطاكية في معركة ساحة الدم في ذلك العام، حيث قاد ابن الخشاب بنفسه القوات الحلبية في المعركة.
قام بعدها الصليبيون بحصار حلب عام 1124، وعندما دنسوا مشهد المحسن خارج المدينة، أمر ابن الخشاب بتحويل أربع من الكنائس المسيحية الست في المدينة، بما في ذلك الكاتدرائية السورية في القرن السادس، إلى مساجد، لتصبح بعدها مدرسة الحلوية. كان المحاصرون بقيادة بلدوين الثاني من القدس وجوسلين الأول كونت الرها، متحالفين مع دبيس بن صدقة من بنو مزيد و حاكم حلب الأسبق السلجوقي سلطان شاه. تم رفع الحصار في نهاية المطاف بمساعدة آق سنقر البرسقي، أتابك الموصل، في عام 1125. لاحقًا في ذلك العام، بعد مذابح الحشاشين على يد ابن الخشاب، قتله الحشاشون انتقاماً. في العام التالي، وقعت حلب تحت سيطرة عماد الدين زنكي، الذي بدأ بتنفيذ الجهاد الذي دعا إليه ابن الخشاب بشدة.
بعدها تولى ابنه أبو الفضل يحيى بن الخشاب كقاضي حلب.